# 蒂拉貝里省
14°12′42″N 1°27′11″E / 14.21167°N 1.45306°E

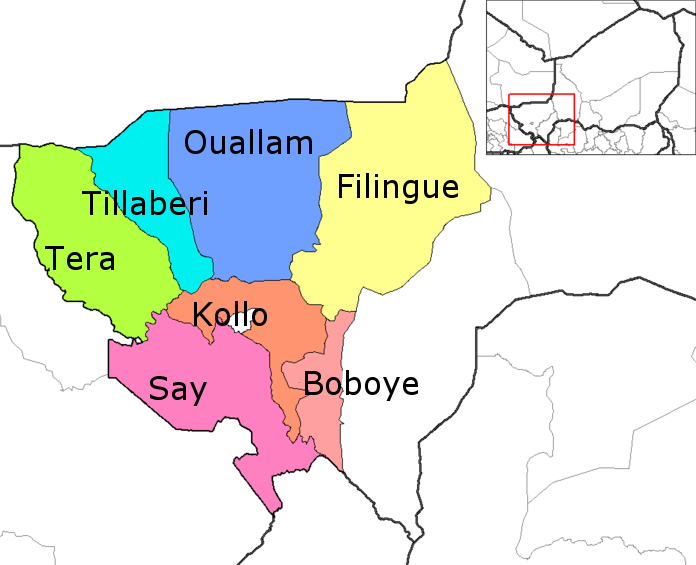

蒂拉貝里省（法語：Tillabéri），是尼日爾的省份，位於該國西部，由蒂拉貝里大區負責管轄，東面是瓦拉姆省，面積8,715平方公里，2011年人口295,898，人口密度每平方公里34人。